# Luteranizm
Luteranizm – doktryna teologiczna i chrześcijański ruch reformacyjny, zapoczątkowany przez Marcina Lutra w XVI wieku (za datę jego rozpoczęcia uważa się rok 1517). Jest to najstarszy i czołowy nurt protestantyzmu. Największą grupę Kościołów luterańskich zrzesza Światowa Federacja Luterańska, do której w 2019 roku należało 145 Kościołów w 98 państwach z gronem blisko 77,5 mln wiernych.

## Historia
Niemiecki mnich (1506) i ksiądz (1507) pochodzący z wykształconej rodziny Marcin Luter sprzeciwiał się praktyce sprzedaży odpustów, w wyniku czego 31 października 1517, zawiesił na drzwiach kościoła zamkowego w Wittenberdze 95 tez, w których nie zaatakował samej idei odpustu, lecz wyjaśniał jego znaczenie oraz istotę pokuty.
Luter kierował się przede wszystkim ideą sola scriptura (tylko Pismo) co oznacza powrót do idei pierwotnego chrześcijaństwa, a zarazem odrzuceniem zdecydowanej części praktyk i interpretacji Pisma przedstawianych przez Kościół katolicki. Opierał się też na XIV-wiecznych ideach księdza Johna Wyclifa z Anglii.
Dzięki wynalezieniu druku, nowe idee Marcina Lutra rozprzestrzeniły się szybciej niż idee Jana Husa powstałe 100 lat wcześniej. Jako pierwsi zareagowali humaniści z Erazmem z Rotterdamu i Tomaszem Morusem na czele. Ten ostatni wystąpił przeciwko przekonaniom Lutra. Rzym także zareagował, wytaczając Lutrowi proces o herezję. W 1518 Luter musiał przedstawić swoje idee podczas obrad Sejmu Rzeszy w Augsburgu. Ponieważ jednak cesarz Maksymilian I Habsburg nie był w najlepszych stosunkach z papieżem, nie zdecydował się na ukaranie zakonnika. Dochodzenie przeciwko Lutrowi zaowocowało bullą Exsurge Domine. W bulli Leon X domagał się od Lutra odwołania swojej nauki i ukorzenia się przed Rzymem. Jako że papież nie odpowiadał w przeszłości na apele Lutra o reformy, ten zlekceważył papieża – w odwecie zakazano na niektórych uniwersytetach jego pism, on z kolei spalił bullę przy udziale publiczności w grudniu 1520 roku.
3 stycznia 1521 roku rozpoczyna się oficjalnie reformacja: Leon X bullą Docet pontificem Romanum wyklął Marcina Lutra. Cesarz Karol V Habsburg wezwał Lutra przed oblicze Sejmu Rzeszy do Wormacji. Decyzją cesarza i sejmu wormackiego skazano Lutra na banicję. Z uwagi na wyrok nikt nie mógł udzielić schronienia a każdy mógł go bezkarnie zabić. W celu chronienia Lutra upozorowano jego porwanie i umieszczono na zamku Wartburg. Za incydentem stał Fryderyk Mądry, książę-elektor Saksonii.
Na zamku w Wartburgu Marcin Luter napisał postyllę (zbiór kazań), wydaną w 1527. Zabrał się też do tłumaczenia na język ojczysty Biblii i wydał już we wrześniu 1522 Nowy Testament, a w roku 1534 całe Pismo Święte w języku niemieckim.
Luter opuścił w marcu 1522 Wartburg i zjawił się w Wittenberdze. Wprowadził Komunię Świętą pod obiema postaciami, zniesienie celibatu, zakaz żebraniny mnisiej, zniesienie nabożeństw prywatnych i wotywnych, zwolnienie od ślubów zakonnych. W roku 1523 zginęli w Brukseli na stosie pierwsi męczennicy reformacji: Henryk Voes i Jan Esch, zakonnicy klasztoru augustiańskiego w Antwerpii. Liczba współpracowników Lutra rosła. Jednym z nich był Filip Melanchton, profesor języków greckiego i hebrajskiego, oraz prawnik w Wittenberdze.
W roku 1525 wprowadził Luter w Wittenberdze zreformowaną liturgię mszy (niem. Deutsche Messe). Straciła ona średniowieczny charakter ofiary. Częściowo miejsce łaciny zajął język narodowy; wielkie znaczenie zyskało kazanie jako głos prawdy bożej, wyrażanej ustami kaznodziei; szczyt zaś stanowiła komunia święta. Poważne miejsce wśród i obok liturgii przyznano pieśni i modlitwie. Luter ułożył szereg nowych pieśni kościelnych. Dobra klasztorne przekazano na cele oświatowe i dobroczynne dla ludu. Powstały szkoły ludowe; obowiązki nauczycielskie pełnili przeważnie dawniejsi mnisi, poświęcający się pracy zawodowej. Nie zapomniano też o opiece nad sierotami, biednymi i chorymi. Zmiany, wprowadzone w Wittenberdze, przyjęła Saksonia, następnie i inne kraje, objęte wittenberskim ruchem reformacyjnym. Celem ustalenia nowego porządku kościelnego Luter odbył w następnych latach powszechną wizytację parafii wittenberskiego okręgu kościelnego. Podczas wizytacji parafii Luter przekonał się o zastraszającym braku znajomości zasadniczych prawd wiary u ogółu ludności, a nawet wśród duchowieństwa. Żeby brak ten usunąć, napisał i wydał w roku 1529 Mały i Duży Katechizm, przeznaczając Mały dla świeckich, Duży dla duchownych.
Sejm, obradujący w Spirze w 1529 pod przewodnictwem króla Ferdynanda, zabronił dalszego szerzenia reformacji. Książęta i miasta ewangelickie przeciwne tej uchwale sejmu spiskiego wnieśli stanowczy protest. Wtedy, po raz pierwszy, na określenie zwolenników reformacji użyto nazwy protestanci.
W roku 1530 zebrał się sejm w Augsburgu. Wziął w nim udział cesarz Karol V i pozwolił odczytać przed plenum sejmowym zasady reformacji spisane przez Filipa Melanchtona. Otrzymały one nazwę Wyznania Augsburskiego (Confessio Augustana). Kościoły ewangelickie (luterańskie) postawiły je na naczelnym miejscu wśród swych ksiąg symbolicznych. Od zasad reformacji ujętych w Wyznaniu Augsburskim pochodzi nazwa Kościoła Ewangelicko-Augsburskiego w Polsce.

## Główne zasady luteranizmu
Luteranie opierają swoją wiarę pięciu filarach wiary: tylko Pismo, tylko Chrystus, tylko wiarą, tylko łaska i Soli Deo Gloria. Najistotniejszą z nich jest zasada „Tylko Chrystus”, której podporządkowane są wszystkie inne. Oznacza ona, że tylko Jezus Chrystus, Syn Boga Ojca, prawdziwy Bóg i prawdziwy człowiek, dzięki działaniu Ducha Świętego narodzony z Marii Panny, jest jedynym pośrednikiem między człowiekiem a Bogiem, jedynym Zbawicielem i ratunkiem dla grzesznika, który zbawienie przyjmuje z darowanej łaski, bez własnej zasługi, poprzez wiarę w Ukrzyżowanego i Zmartwychwstałego Pana. Taka wiara rodzi się ze słuchania Słowa Bożego (solum Verbum), zwiastowanego w Prawie i Ewangelii. Nauka o usprawiedliwieniu w Kościele luterańskim podkreśla, że nie zbawiają uczynki, a jedynie wiara w usprawiedliwiające dzieło Chrystusa, dokonane na krzyżu Golgoty. Usprawiedliwiony człowiek aż do swej śmierci, ze względu na zepsucie swej natury, pozostaje grzesznikiem, jednak ze względu na otrzymaną w darze sprawiedliwość Chrystusa jest sprawiedliwy – dlatego jest równocześnie sprawiedliwym i grzesznikiem (łac. simul iustus et peccator). Dobre uczynki pokazują, czy wiara jest prawdziwa – człowiek czyni dobrze nie dlatego, aby być zbawionym, ale czyni dobrze dlatego, że Chrystus złożył z życia swego jedyną i niepowtarzalną ofiarę dla zbawienia całego świata.
Wybrane elementy doktryny i praktyki:
- odrzucenie dogmatów ustanowionych przez sobory i papieży z wyjątkiem postanowień czterech pierwszych soborów powszechnych; tylko Pismo Święte jest źródłem objawienia (zasada Sola Scriptura)
- głową Kościoła nie jest papież, ale Jezus Chrystus, będący jedynym pośrednikiem w zbawieniu (Solus Christus)
- dla zbawienia najważniejszy jest wewnętrzny akt wiary (Sola fide); wiara jest ufnością wobec Boga i posłuszeństwem jego woli, a dopiero owocem wiary są dobre uczynki
- wiara w zbawienie z łaski usprawiedliwiającej, która została człowiekowi darmo dana bez jego jakiejkolwiek zasługi przez Boga w Jezusie Chrystusie (Sola Gratia).
- chwalenie jedynego Boga (Soli Deo Gloria), Ojca Chrystusa
- sakramenty są „znakami i świadectwami woli Bożej” – uznawane są jedynie dwa: chrzest i komunia św., podawana pod dwiema postaciami; chrzest, uznawany za środek łaski Bożej, udzielany jest również niemowlętom; obecność Chrystusa w eucharystii jest rozumiana jako rzeczywista i cielesna, określa się ją mianem konsubstancjacji (współistnienie), gdyż w zgodnie z tym poglądem w sakramencie obecne są jednocześnie ciało Chrystusa i chleb eucharystyczny oraz krew Chrystusa i wino eucharystyczne
- matkę Jezusa jako „błogosławioną między niewiastami” luteranie otaczają szacunkiem, lecz od tego szacunku daleko jest do czci, jaka należy się jedynie Bogu. Luteranie nie uznają „świętych” – modlić wolno się tylko do trójjedynego Boga; natomiast święci traktowani są jako męczennicy, oraz zwykli ludzie
- pobożność ewangelicka opiera się głównie na posłuszeństwie wobec Słowa Bożego, na szczerej modlitwie, przykładnym życiu rodzinnym i sumiennym wykonywaniu wszelkich obowiązków
- luteranie rzadko praktykują spowiedź powszechną, obok niej uznają także spowiedź indywidualną
- duchowni – biskupi, księża i diakoni przewodniczą obrzędom i organizują je; nie obowiązuje ich celibat, luteranie uznają kapłaństwo powszechne ochrzczonych

Luteranizm uznaje trzy główne staro-kościelne symbole Kościoła Chrystusowego (wyznania apostolskie, nicejsko-konstantynopolitańskie i atanazjańskie). Księgami symbolicznymi luteranizmu są: niezmienione Augsburskie wyznanie wiary, Obrona tegoż Wyznania, Artykuły Szmalkaldzkie, obydwa Katechizmy księdza doktora Marcina Lutra i Formuła Zgody.

## Luteranie na świecie

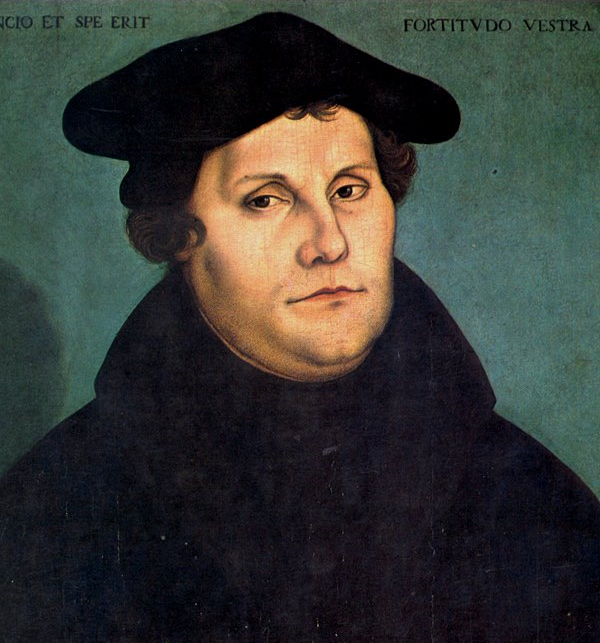
Marcin Luter, portret pędzla Lucasa Cranacha starszego

Według danych za rok 2019 na świecie żyło ponad 77 mln luteran. Ponad 32 mln z nich mieszka w Europie, lecz są oni obecni także na innych kontynentach, co jest skutkiem zarówno emigracji z kontynentu europejskiego, jak i misji. W Europie luteranizm stanowi dominujące wyznanie w Szwecji, Danii, Norwegii, Islandii, Finlandii, Estonii, na Łotwie oraz w północnych i środkowych Niemczech.
W 2010 roku zdecydowana większość wyznawców luteranizmu, bo ponad 70,5 mln (95,04%) należała do Kościołów zrzeszonych w Światowej Federacji Luterańskiej. Światowa Federacja Luterańska została założona w 1947 roku, należy do niej 145 kościołów z 98 państw. Siedziba ŚFL znajduje się w Genewie. Przewodniczącym Światowej Federacji Luterańskiej jest ks. bp Munib Younan (Kościół Ewangelicko-Luterański w Jordanii i Ziemi Świętej). Istnieją też dwie inne luterańskie międzynarodowe organizacje międzykościelne: Międzynarodowa Rada Luterańska i Wyznająca Konferencja Ewangelicko-Luterańska. Niewielka liczba luteran należy do Kościołów niezrzeszonych w żadnej z tych organizacji.
Światowa Federacja Luterańska w 2020 roku opublikowała dane statystyczne dotyczące luteranizmu za rok 2019. Przy ich interpretacji należy brać pod uwagę różną metodykę określania liczby wiernych stosowaną przez różne Kościoły, brak aktualizacji niektórych danych, a także zmiany administracyjne. W statystykach tych do luteran zaliczani są też wierni Kościołów ewangelicko-unijnych. Niektóre z tych danych przedstawiają poniższe tabele:
| Część świata               | Liczba członków ŚFL w 2019 |
| -------------------------- | -------------------------- |
| Afryka                     | 28 106 430                 |
| Azja                       | 12 407 069                 |
| Europa                     | 32 565 724                 |
| Ameryka Łacińska i Karaiby | 755 924                    |
| Ameryka Północna           | 3 658 842                  |
| Łącznie                    | 77 493 989                 |

| Państwo           | Liczba luteran ŚFL |
| ----------------- | ------------------ |
| Niemcy            | 10 814 631         |
| Etiopia           | 10 404 128         |
| Tanzania          | 7 916 253          |
| Szwecja           | 5 900 000          |
| Indonezja         | 5 705 589          |
| Indie             | 4 386 957          |
| Dania             | 4 339 511          |
| Finlandia         | 3 800 000          |
| Norwegia          | 3 746 308          |
| Stany Zjednoczone | 3 563 842          |

| Nazwa Kościoła                             | Liczba wiernych |
| ------------------------------------------ | --------------- |
| Ewangelicki Kościół Etiopii Mekane Yesus   | 10 404 128      |
| Ewangelicko-Luterański Kościół Tanzanii    | 7 916 253       |
| Kościół Szwecji                            | 5 900 000       |
| Kościół Ewangelicko-Luterański w Danii     | 4 339 511       |
| Chrześcijański Kościół Protestancki Batak  | 4 133 000       |
| Malgaski Kościół Luterański                | 4 000 000       |
| Kościół Ewangelicko-Luterański w Finlandii | 3 800 000       |
| Kościół Norwegii                           | 3 746 308       |
| Kościół Ewangelicko-Luterański w Ameryce   | 3 563 842       |
| Andhra Evangelical Lutheran Church (Indie) | 3 000 000       |

## Luteranie w Polsce

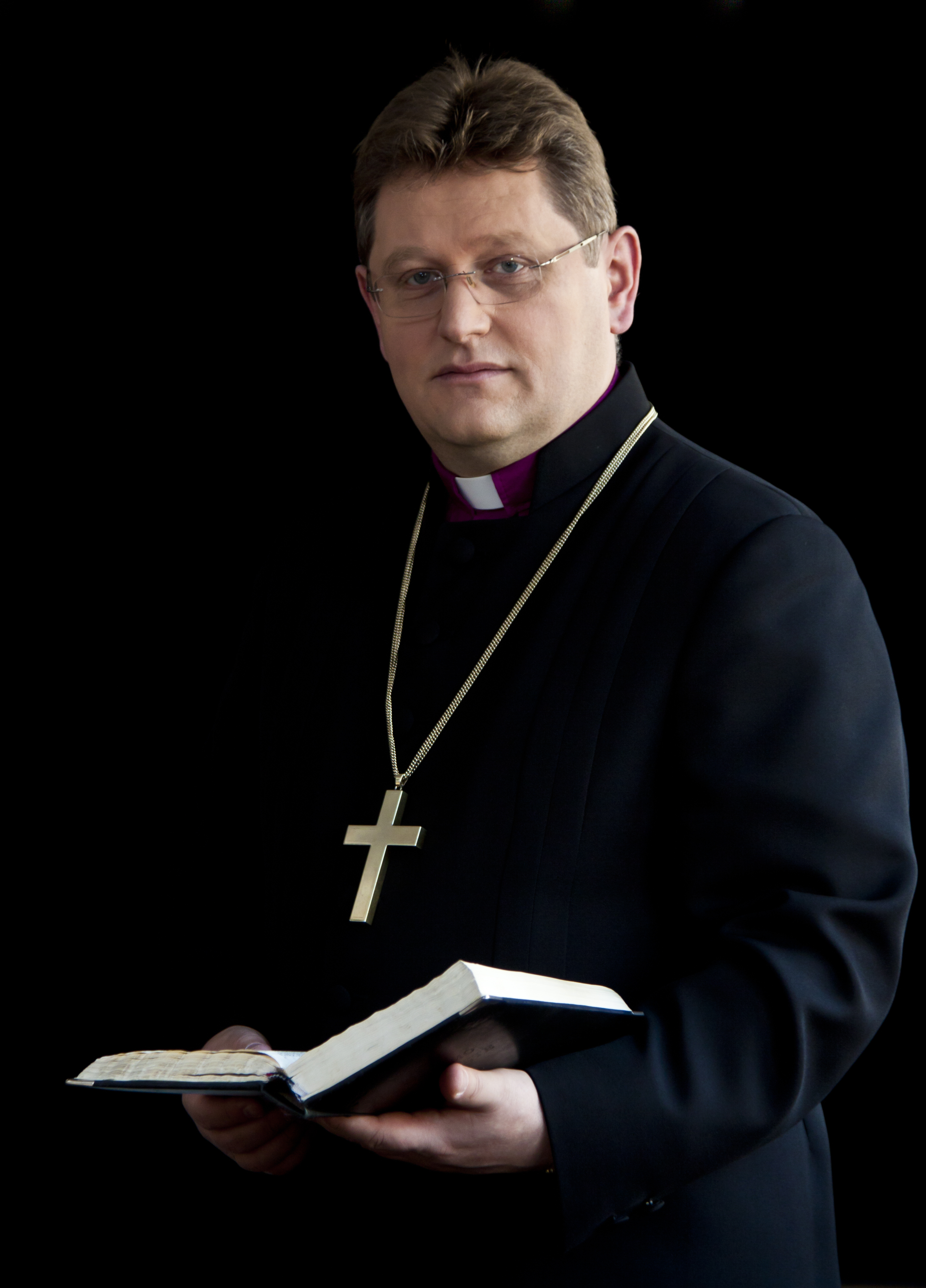
Ks. Jerzy Samiec – biskup Kościoła Luterańskiego w Polsce

W Polsce żyje około 61 tysięcy luteran, należą oni do Kościoła Ewangelicko-Augsburskiego w RP. Największe skupisko wiernych w Polsce znajduje się na Śląsku Cieszyńskim. Biskupem Kościoła jest ks. bp Jerzy Samiec, który jest z mocy urzędu biskupa także prezesem Konsystorza, wiceprezesem Konsystorza jest Adam Pastucha; prezesem Synodu jest ks. dr Adam Malina. Kościół organizacyjnie podzielony jest na 6 diecezji: diecezję warszawską (z siedzibą w Pabianicach), diecezję cieszyńską (z siedzibą w Bielsku-Białej), diecezję katowicką (z siedzibą w Katowicach), diecezję wrocławską (z siedzibą we Wrocławiu), diecezję pomorsko-wielkopolską (z siedzibą w Sopocie) i diecezję mazurską (z siedzibą w Kętrzynie). Synod Kościoła Ewangelicko-Augsburskiego w Polsce przyjął wprowadzenie ordynacji kobiet na księży 16 października 2021 roku. Komisja Skrutacyjna podała następujące wyniki: oddano 59 głosόw, w tym 5 online. Wszystkie były ważne. Za wnioskiem Synodalnej Komisji Kobiet oddano 45 głosόw, przeciwko niemu 13, a jedna osoba wstrzymała się od zabrania stanowiska w sprawie. Dyskusja na ten temat toczyła się w Polsce z przerwami od około 70 lat. Od 1963 roku absolwentki teologii ewangelickiej mogły nauczać jako katechetki, odprawiać Nabożeństwa Słowa i pełnić funkcje duszpasterskie w parafii. W 1999 roku umożliwiono im objęcie diakonatu. Kobiety mogły podejmować pracę misyjną, charytatywną, prowadzić śluby i pogrzeby, udzielać sakramentu chrztu, a od 2016 roku Wieczerzy Pańskiej. Nie mogły jednak samodzielnie prowadzić parafii. W 2008 roku Synodalna Komisja Teologii i Konfesji ogłosiła, że nie istnieją przeszkody o charakterze teologicznym w ordynacji kobiet na księży. Kwestia była tematem burzliwych dyskusji w środowisku polskiego protestantyzmu oraz na sesjach Synodu Kościoła. Pomimo niejasności i kontrowersji, ostatecznie podjęto ustawę wprowadzającą możliwość ordynacji kobiet na księży. Ustawa weszła w życie 1 stycznia 2022 roku.